# Рамессеум
Рамессеум (фр. Rhamesséion) — заупокойный храм фараона Рамсеса II (XIII век до н. э.), часть Фиванского некрополя в Верхнем Египте, недалеко от современного города Луксор.

## Название
Современное название, под которым комплекс известен, предложил французский египтолог Жан-Франсуа Шампольон, обнаруживший в 1829 году в храме иероглифы с именем и титулами Рамсеса Великого. Древние египтяне называли храм "Дом миллионов лет Усермаатра-сетепенра, что соединено с городом Фивы во владениях Амона.

## История
Древний комплекс руинирован, однако его размер впечатляет. Архитектурное исполнение подобно позднему храму в Мединет-Абу, но масштабы внушительнее. Рамессеум стоял в центре жилого квартала, обнесённого глиняной стеной. Слева от храма находился павильон фараона, а справа и сзади — бесчисленные маленькие здания с полукруглыми крышами, служившие жильём для рабочих, мастерскими и складами. К Нилу вёл канал.
Поминальные храмы, как и пирамиды, строились при жизни фараонов. Монарх сам составлял свою биографию, перечень добродетельных поступков и повелевал высекать их на каменных стенах храмов. Рамсес II считал, по-видимому, главным подвигом своей жизни битву при Кадеше с хеттами, хотя, по мнению историков, она вовсе не была триумфом египетской армии. На обоих пилонах Рамессеума изображены сцены этой битвы и «Поэма Пентаура», как в луксорском и карнакском храмах и в Абу-Симбеле.
На первом дворе, разделяющем пилоны, на земле лежит верхняя часть статуи Рамсеса II. Она, по-видимому, была высотой 18 м вместе с пьедесталом, а весила примерно 1000 т. В огромном гипостильном зале сохранились 29 колонн (первоначально было 48), поддерживающих остатки сводов. За залом следуют две комнаты. В первой из них находится потолок с изображением небесных светил. Склады из кирпича позади храма (их можно легко заметить с пригорка у дороги) служили амбарами. Они являются очевидным свидетельством того, что Рамессеум окружали обширные угодья.
В апреле 2025 года археологи сообщили об обнаружении в храме древнеегипетской школы, известной под названием «Дом жизни», где детей знати готовили для карьеры в системе государственного управления. Благодаря раскрытию архитектурной планировки учёные получили первый подтвержденный чертёж такой школы. Также в ходе раскопок были обнаружены студенческие наброски, фрагменты обучающих игрушек и остатки древних учебных инструментов.

## Галерея

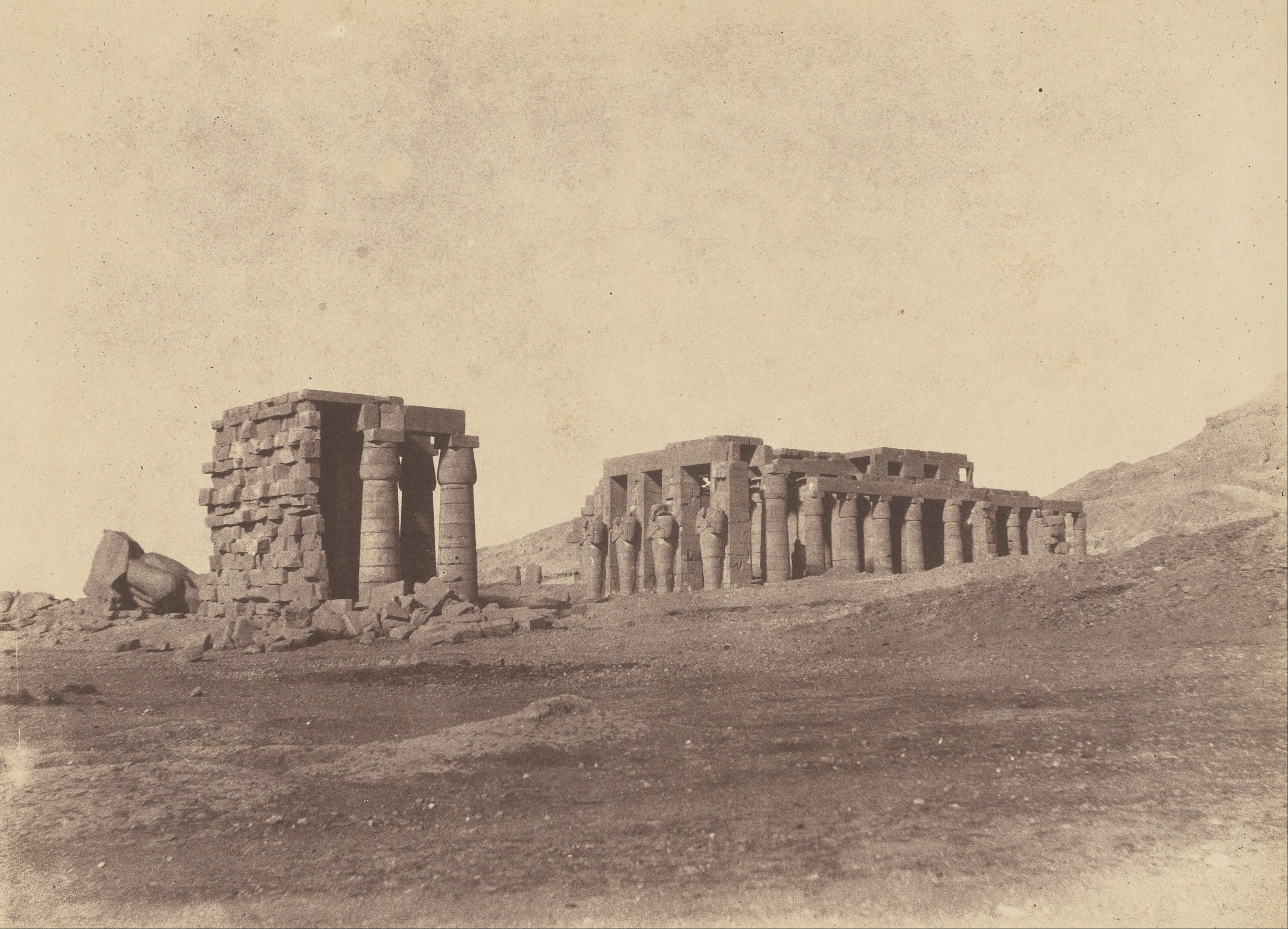
Фотография 1854 года Джона Бизли Грина
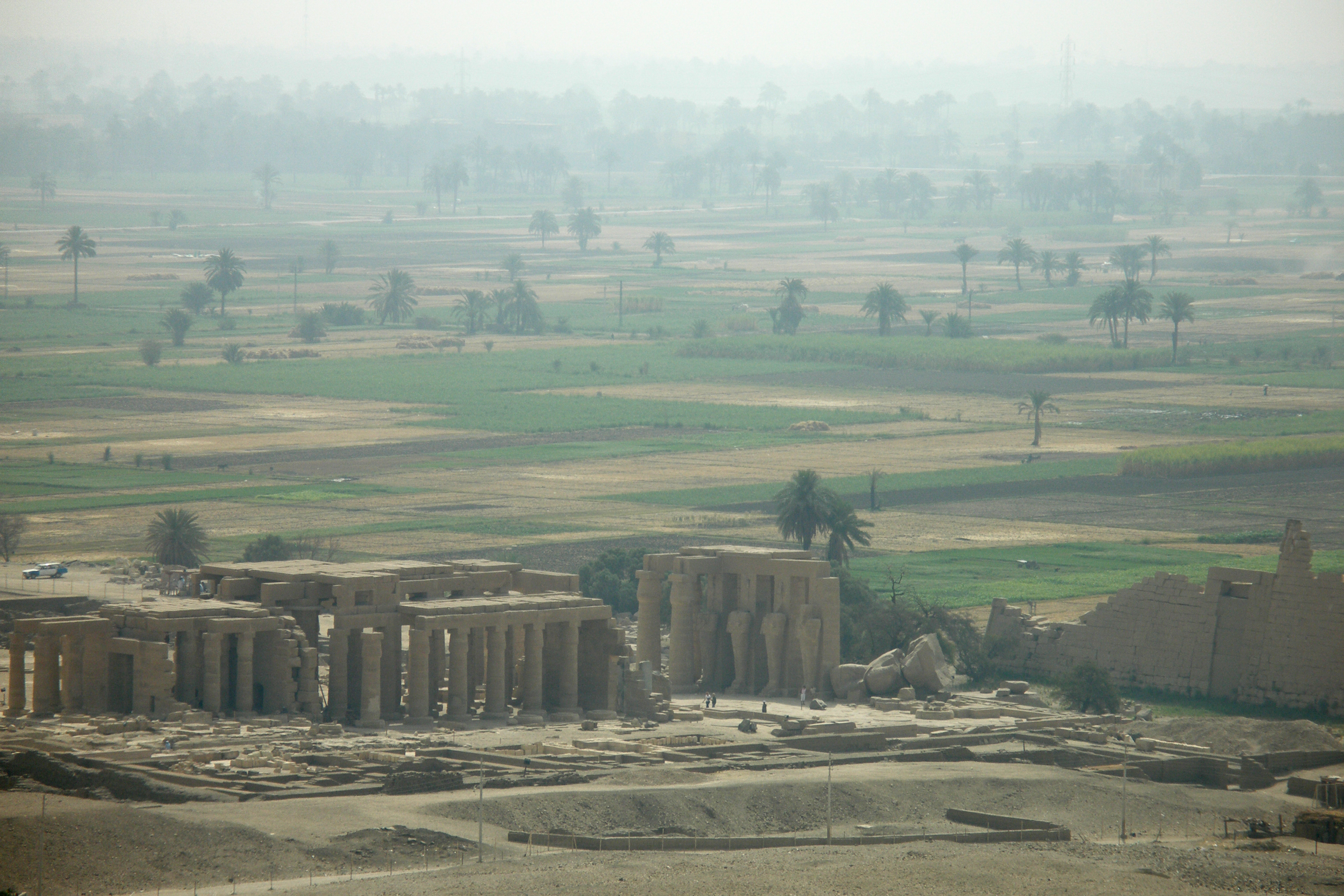
Панорамный вид с Фиванского плато
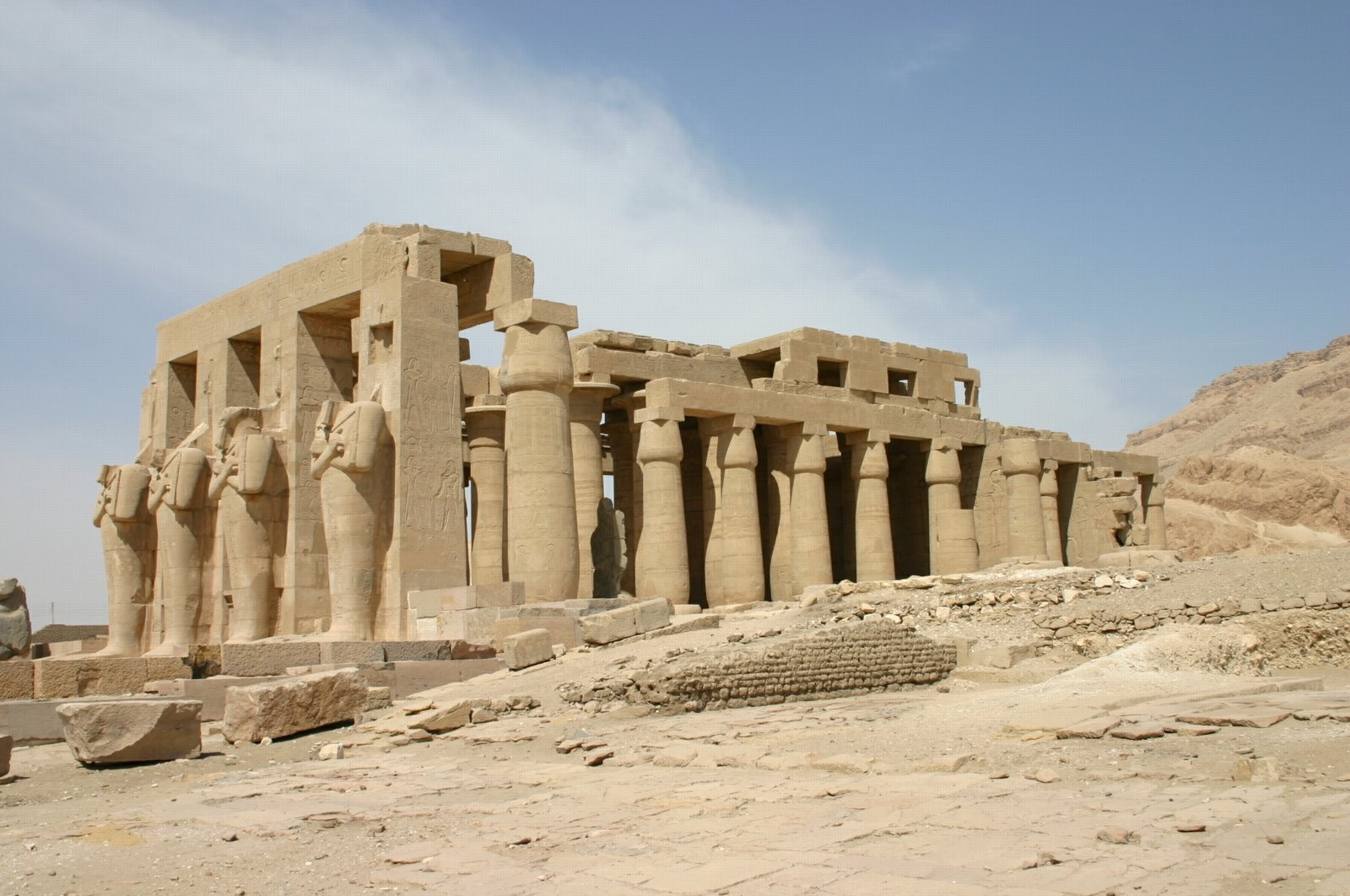
Храм Рамсеса II с осирическими статуями
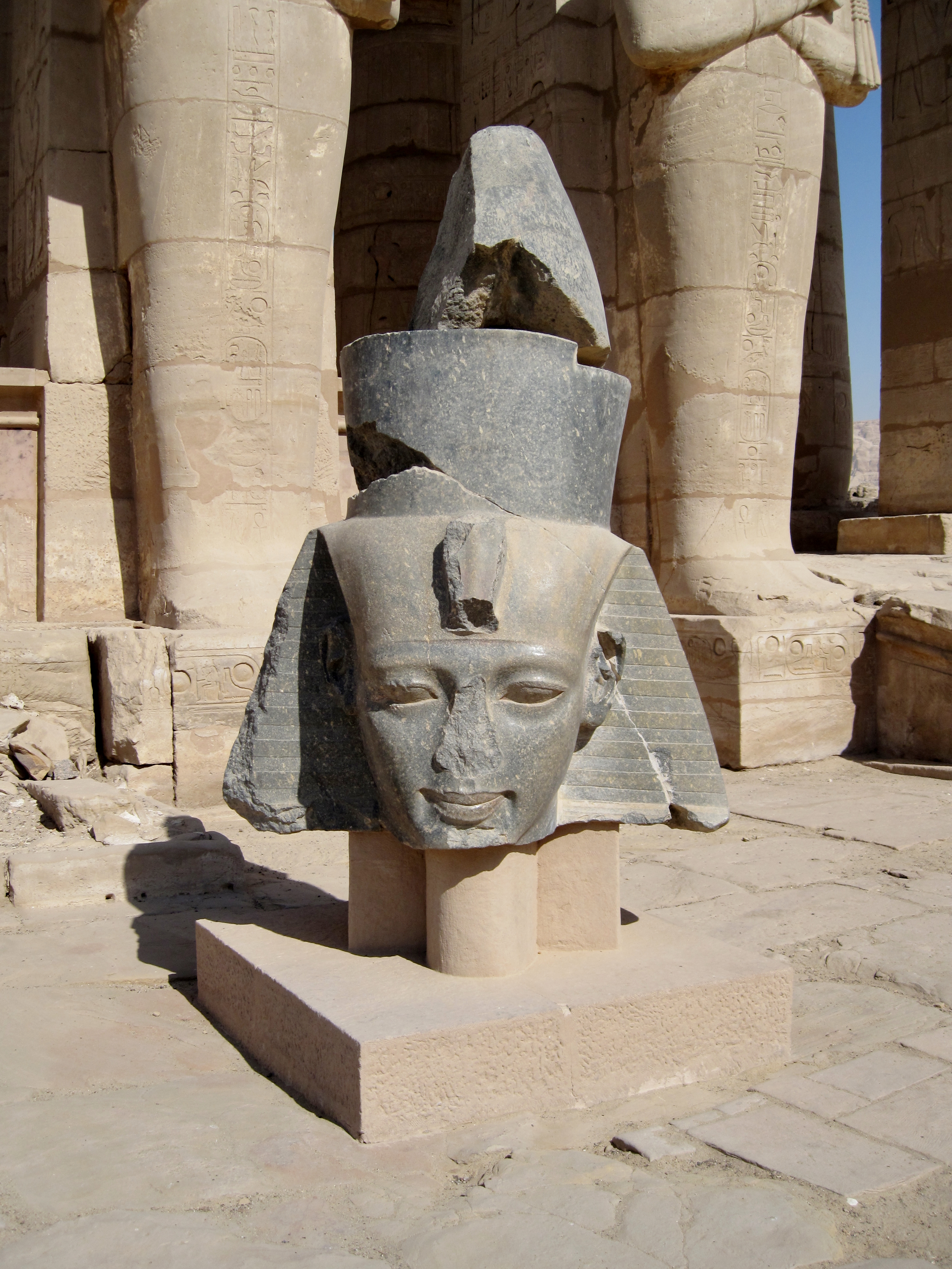
Голова скульптуры фараона
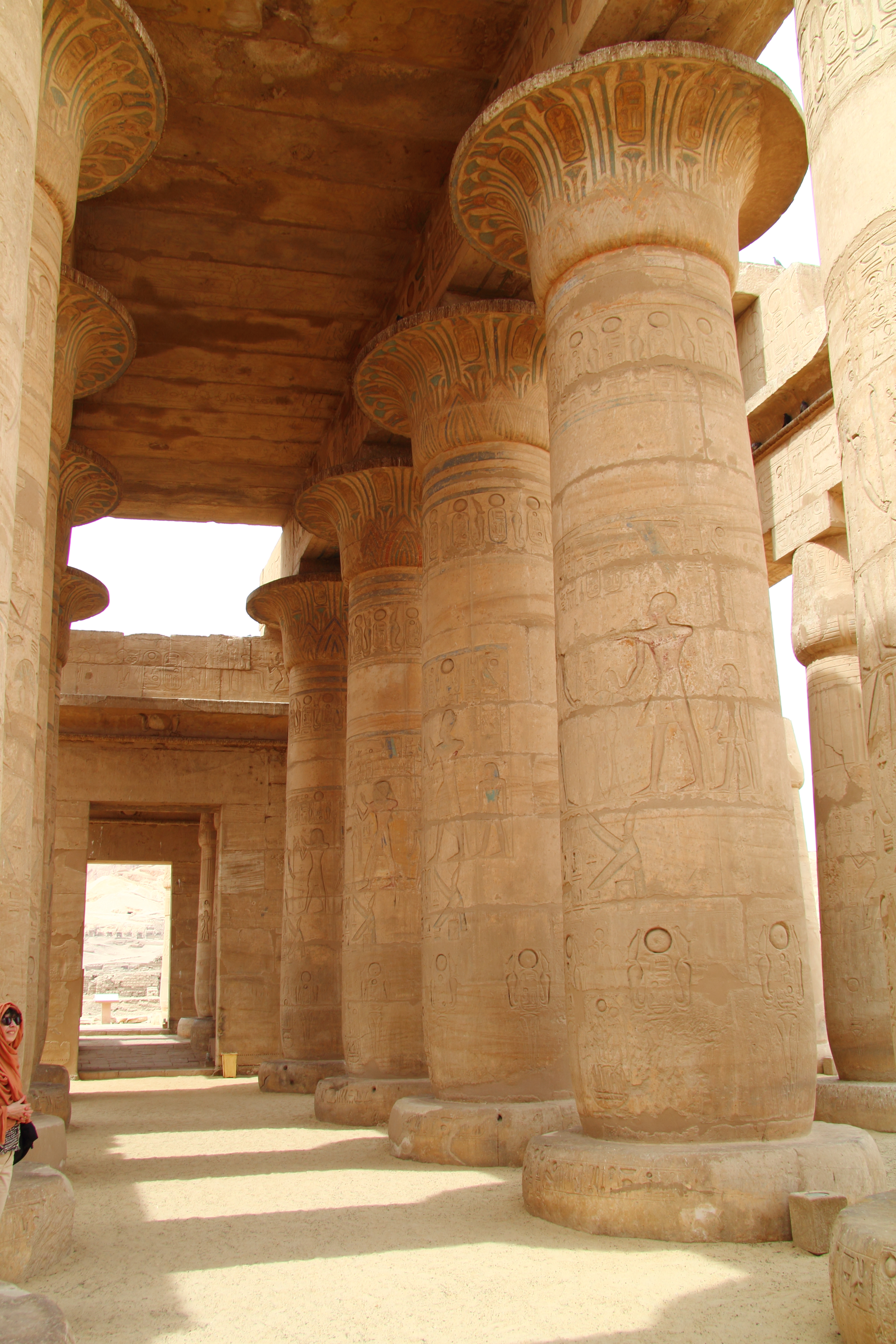
Гипостильный зал
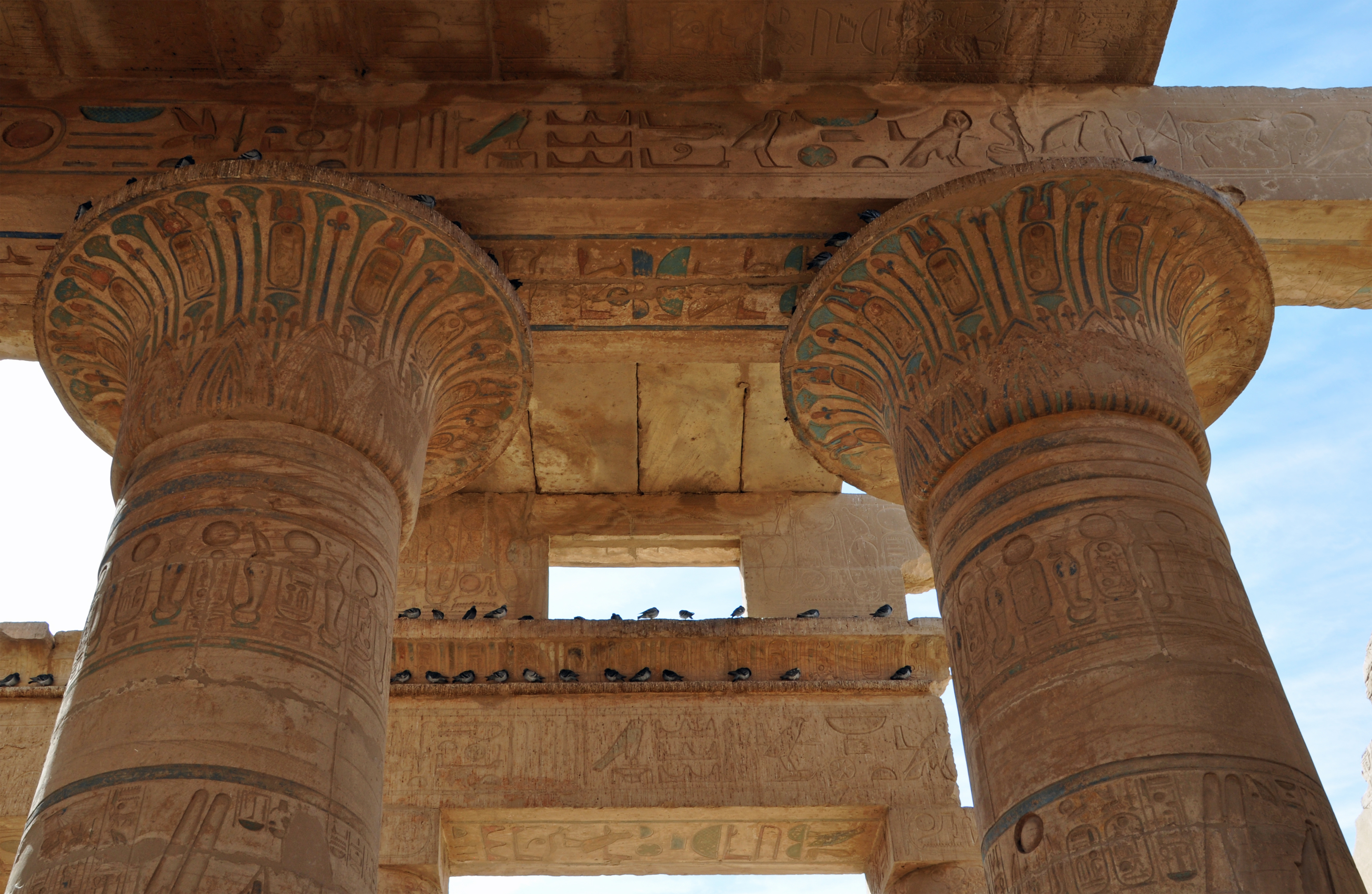
Остатки росписи
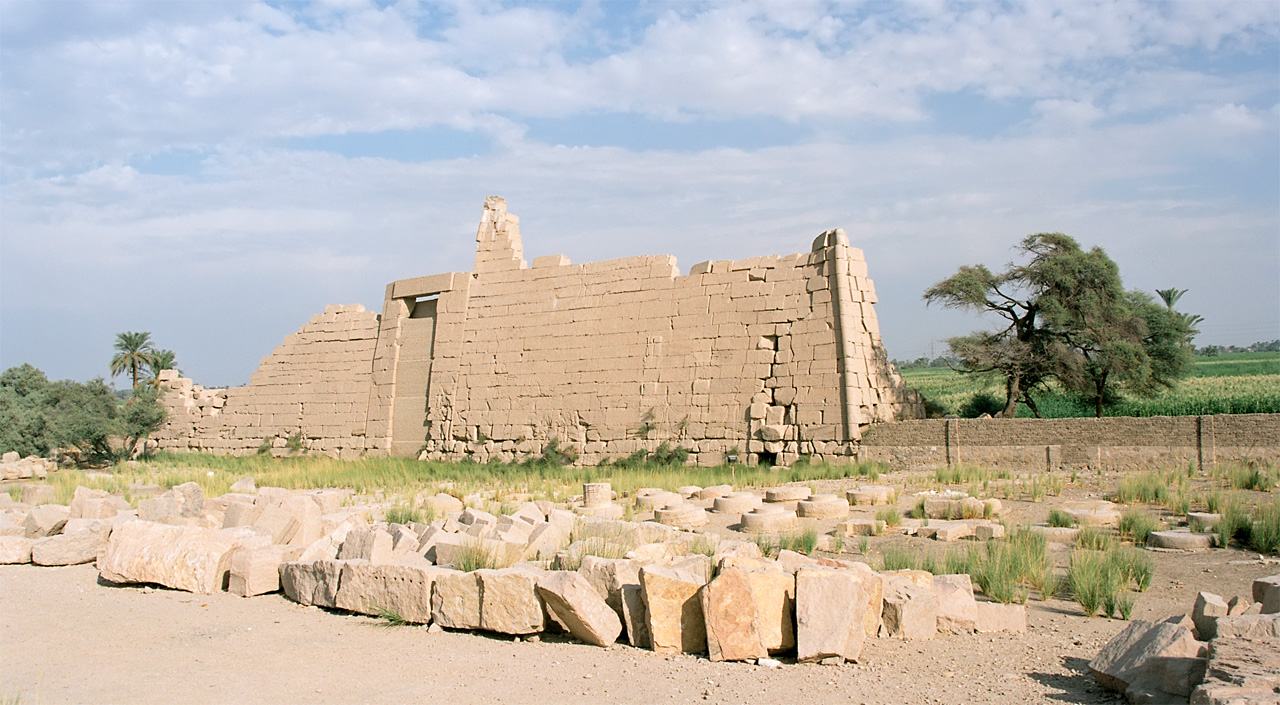
Руины первого пилона
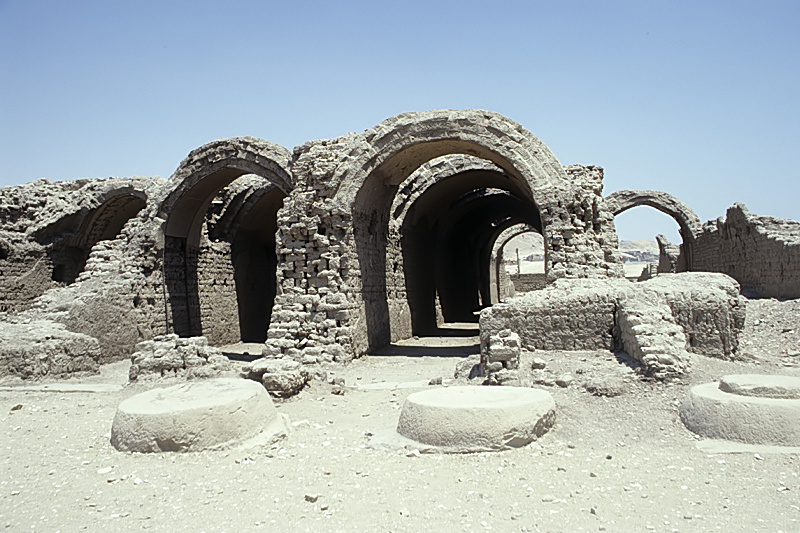
Зернохранилище